# Ферах, Шебнем
Шебне́м Фера́х (тур. Şebnem Ferah) — турецкая рок-певица. Начиная с 1988 года была вокалисткой в турецкой хард-рок группе Volvox. После 1994 года, когда группа распалась, она начала сольную карьеру. К 2008 году записала пять сольных альбомов и выпустила 17 официальных клипов. Стиль её музыки изменяется от поп-рока до хард-рока, хотя поздние альбомы включили в себя больше звука хард-рока.
В 2008 году была объявлена телеканалом TRT одной из главных претенденток на участие в конкурсе песни Евровидение 2009, но в итоге была выбрана певица Хадисе.

## Биография

### Детство
Шебнем Ферах родилась 12 апреля 1972 года в городе Ялова. Из трёх дочерей в семье была самой младшей. Начальные классы школы закончила в Ялове, а средние в частном лицее города Бурса.
Заниматься музыкой Шебнем Ферах начала, когда ещё училась в начальной школе. Первые уроки сольфеджио и игры на пианино она получила от отца, который был учителем музыки. Она принимала участие в школьном оркестре и хоре, а также в других различных музыкальных обществах, стараясь не пропускать ни одно музыкальное мероприятие. Первую гитару Шебнем приобрела, когда только начала учиться в высшей школе.
На втором году обучения сняла студию вместе со своими друзьями и организовала группу под названием Pegasus (рус. «Пегас»). Впервые они выступили на сцене на рок-фестивале в Бурсе в 1987 году. Чуть позже Pegasus распался, но вскоре в 1988 году Шебнем и её четыре подруги сформировали другую группу Volvox по названию микроорганизма, который они проходили на уроках биологии. Volvox стала первой женской рок-группой в Турции. Они исполняли песни на английском языке.

### Начало музыкальной карьеры
После окончания высшей школы Шебнем поступила в Ближневосточный технический университет на факультет экономики, и переехала вместе с сестрой в Анкару. В 1993 году она познакомилась с Озлем Текин, которая стала одной из участниц группы Volvox. На втором курсе обучения Шебнем ушла из университета, вернувшись в Стамбул. Там она поступила на факультет английского языка и литературы Стамбульского университета. В течение четырёх лет Шебнем пела в группе Volvox, выступая в различных клубах и барах. Группе редко удавалось выступать, так как участницам было очень сложно собраться вместе, за исключением Шебнем и Озлем, которые жили в Стамбуле. Вскоре Озлем Текин покинула группу, начав сольную карьеру, и в 1994 году группа распалась.
После того как одна из музыкальных видеозаписей Volvox была представлена на турецком государственном телевидении, Шебнем заметили такие знаменитые поп-исполнители как Сезен Аксу и Онно Тунч. Впоследствии Шебнем стала бэк-вокалисткой Сезен Аксу.

### Творческая биография
Вскоре Шебнем решила заняться сольной карьерой. На начальном этапе её поддержала Сезен Аксу. В 1994 году Шебнем начала работу над первым сольным альбомом. Альбом Kadın («Женщина») вышел 15 ноября 1996 года. Его продюсировали кампания Iskender Paydas, Таркан Гёзюбюйюк (бас-гитарист «Pentagram») и Демир Демиркан (тогда ещё гитарист «Pentagram»). Альбом был продан тиражов в 500000 экземпляров. Также было выпущено четыре сингла: Vazgeçtim dünyadan («Я отказалась от мира»), Yağmurlar («Дожди»), Bu aşk fazla sana («Этой любви слишком много для тебя»), Firtina («Буря»). Первый сольный концерт состоялся 4 апреля 1997 года в Измире на площадке Ege Üniversitesi перед толпой насчитывающей около 6000 человек.
В 1998 году Шебнем Ферах записала саундтрек к турецкой версии диснеевского мультфильма «Русалочка», а также озвучила главную героиню Ариэль.
6 июля 1999 года был выпущен второй альбом Artık Kısa Cümleler Kuruyorum («Я теперь говорю короткими фразами»). Над ним работали те же музыканты и продюсеры, что и с Kadın. Первый сингл Bugün («Сегодня») Шебнем Ферах посвятила памяти своей старшей сестры Айджан Ферах, которая умерла в 1998 году. 17 августа того же года во время сильного землетрясения погиб отец Шебнем Али Ферах. Она посвятила ему песню Artık kısa cümleler kuruyorum. На обе композиции были сняты видеоклипы.
18 октября 2001 года вышел новый альбом Perdeler («Занавески»). В поддержку альбома были выпущены два сингла и видеоклипа на песни Perdeler, записанную в дуэте с финской рок-группой Apocalyptica, и Sigara («Сигарета»).
Следующий альбом Kelimeler Yetse («Если только хватит слов») вышел 24 апреля 2003 года. А уже 28 апреля в эфире музыкальных телеканалов Турции появился клип на песню Ben şarkımı söylerken («Когда я пою свою песню»). Также в поддержку альбома были выпущены ещё два сингла: Gözlerimin etrafındaki Çizgiler («Морщинки у моих глаз»), Mayın tarlası («Минное поле») — и проведён масштабный тур по городам страны.
21 июня 2005 года вышел в продажу пятый альбом Шебнем Ферах Can Kırıkları («Обломки души»), вновь продюсируемый Тарканом Гёзюбюйюком. Он отметил возвращение Шебнем к твёрдому горному жанру после её предыдущих экспериментов с софт-роком. Следом были выпущены видеоклипы на композиции Can kırıkları и Çakıl taşları («Галька»).
В 2007 году Шебнем Ферах получила премию Powertürk müzik ödülleri в номинации «Лучший концерт» за İstanbul Harbiye Açıkhava Tiyatrosu.
10 марта 2007 года она дала большой концерт в Стамбуле под названием Bostancı Gösteri Merkezi. Её выступление сопровождал Стамбульский симфонический оркестр. 7 сентября того же года были выпущены один DVD и два CD альбома, содержащие видео и аудиозаписи этого концерта.
В 2008 году Шебнем Ферах вновь получила премию Power Müzik Türk Ödülleri уже в двух номинациях: «Лучшая исполнительница» и «Лучший концерт» за Bostancı Gösteri Merkezi.
В конце 2008 года Шебнем Ферах была объявлена телеканалом TRT одной из главных претенденток на право представлять Турцию на конкурсе песни «Евровидение 2009», но в итоге была выбрана певица Хадисе.
В декабре 2009 года она выпустила свой шестой студийный альбом Benim Adım Orman (Меня зовут Лес), в который вошли песни в стиле медленных роков, такие как Bazı Aşklar (Некоторые любят) и Eski (Старый), а также хард-роковые песни, такие как Merhaba (Привет) и Mahalle (Район). Этот альбом показывает ее точку зрения на рок-музыку.
12 апреля 2018 года она выпустила свой новый альбом Parmak İzi (Отпечаток пальца). В него входит заглавный трек Koridor (Коридор).

## Музыкальные премии
Powertürk müzik ödülleri
- 2007 год: «Лучший концерт» — İstanbul Harbiye Açıkhava Tiyatrosu
- 2008 год: «Лучшая исполнительница»
- 2008 год: «Лучший концерт» — 10 Mart Bostancı Gösteri Merkezi

## Дискография

### Студийные альбомы
- Kadın (1996)
- Artık Kısa Cümleler Kuruyorum (1999)
- Perdeler (2001)
- Kelimeler Yetse (2003)
- Can Kırıkları (2005)
- Benim Adım Orman (2009)
- Od (2013)
- Parmak İzi (2018)

### Концертные альбомы
- 10 Mart 2007 İstanbul Konseri (2007)

## Сотрудничество

### Дуэты
- Полад Бюль-Бюль Оглы — Gəl ey səhər
- Теоман — İki yabancı (2000), En güzel hikayem (2001)
- Apocalyptica — Perdeler (2001)
- Çilekeş — Pervazda tatil

### Бэк-вокал
- Демир Демиркан — Ölmek yşarken, Karşılıksız aşk üçgeni
- Kargo — Kalamış Parkı (1998)
- Mor ve Ötesi — Yardım et (2004), Küçük sevgilim (2006)
- Мюзеййэн Сенар — Vardar ovası, Sarı kurdelem sarı
- Озлем Текин — Gel bu yaz, Aşk her şeyi affeder mi?
- Сертаб Эренер — Mecbursun, Yüzyüzeyim, Bağ gibiyim, Aaa, Zor kadın
- Теоман — Gökdelenler, Sessiz eller, Her gün aradıyasam, Yollar